# 卡尚 (馬恩河谷省)
卡尚（法語：Cachan，法語發音：[kaʃɑ̃] ⓘ）是法国法蘭西島大區马恩河谷省的一个市镇，属于拉伊莱罗斯区。

## 地理
卡尚（48°47'31"N, 2°19'55"E）面积2.74 平方千米，位于法国法蘭西島大區马恩河谷省，该省份为法国北部内陆省份，毗邻巴黎。
与卡尚接壤的市镇（或旧市镇、城区）包括：巴涅、拉雷讷堡、拉伊萊羅斯、阿尔克伊、维勒瑞夫。

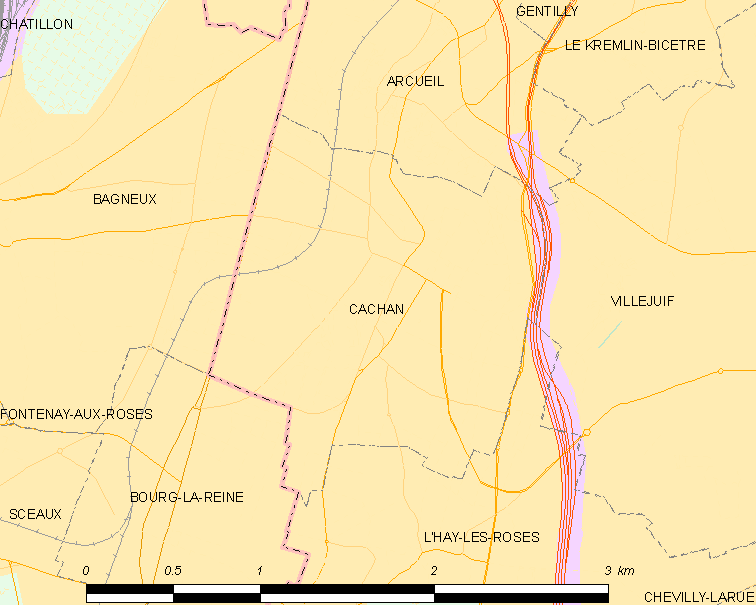
的OSM定位图

卡尚的时区为UTC+01:00、UTC+02:00（夏令时）。

## 行政
卡尚的邮政编码为94230，INSEE市镇编码为94016。

## 政治
卡尚所属的省级选区为卡尚县。

## 人口

1962-2008年间人口变化图示

卡尚于2022年1月1日时的人口数量为30526人。